# Eddystone
Eddystone es un borough ubicado en el condado de Delaware en el estado estadounidense de Pensilvania. En el año 2000 tenía una población de 2,442 habitantes y una densidad poblacional de 908 personas por km².

## Geografía
Eddystone se encuentra ubicado en las coordenadas 39°51′34″N 75°20′27″O / 39.85944, -75.34083

## Demografía
Según la Oficina del Censo en 2000 los ingresos medios por hogar en la localidad eran de $37,543 y los ingresos medios por familia eran $47,054. Los hombres tenían unos ingresos medios de $36,422 frente a los $25,069 para las mujeres. La renta per cápita para la localidad era de $16,537. Alrededor del 12.1% de la población estaba por debajo del umbral de pobreza.